# نيو ساوث غرينلاند

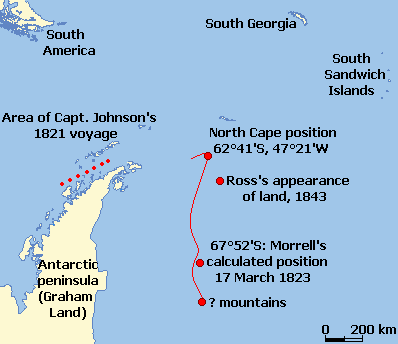
خريطة توضح موقع موريل المبلغ عنه لساحل "نيو ساوث غرينلاند" (1823 ، الخط الأحمر)، و"مظهر روس" كما ذكر السير جيمس كلارك روس في عام 1841. يشير الخط المنقط إلى منطقة رحلة الكابتن جونسون عام 1821.

نيو ساوث غرينلاند (بالإنجليزية: New South Greenland)‏ المعروفة أحيانًا باسم أرض موريل هي جزيرة شبح سجلها القبطان الأمريكي بنجامين موريل من المركب الشراعي دبور في مارس 1823، أثناء رحلة صيد واستكشاف في منطقة بحر ودل في أنتاركتيكا. 
قدم موريل إحداثيات دقيقة ووصفًا للخط الساحلي الذي ادعى أنه أبحر على طوله لأكثر من 300 ميل (480 كـم) . نظرًا لأن منطقة بحر ودل كانت قليلة الزيارة وصعبة التنقل بسبب الظروف الجليدية، لم يجري التحقيق في الأرض المزعومة بشكل صحيح قبل أن يدحض وجودها بشكل قاطع خلال حملات أنتاركتيكا في أوائل القرن العشرين.